# Dolní Dobrá Voda (Rychnov u Jablonce nad Nisou)
Dolní Dobrá Voda je malá vesnice, součást obce Rychnov u Jablonce nad Nisou v Libereckém kraji v okrese Jablonec nad Nisou. Leží na jižním úpatí vrchu Hradešína v nejsevernější části katastrálního území Rychnov u Jablonce nad Nisou.

## Historie

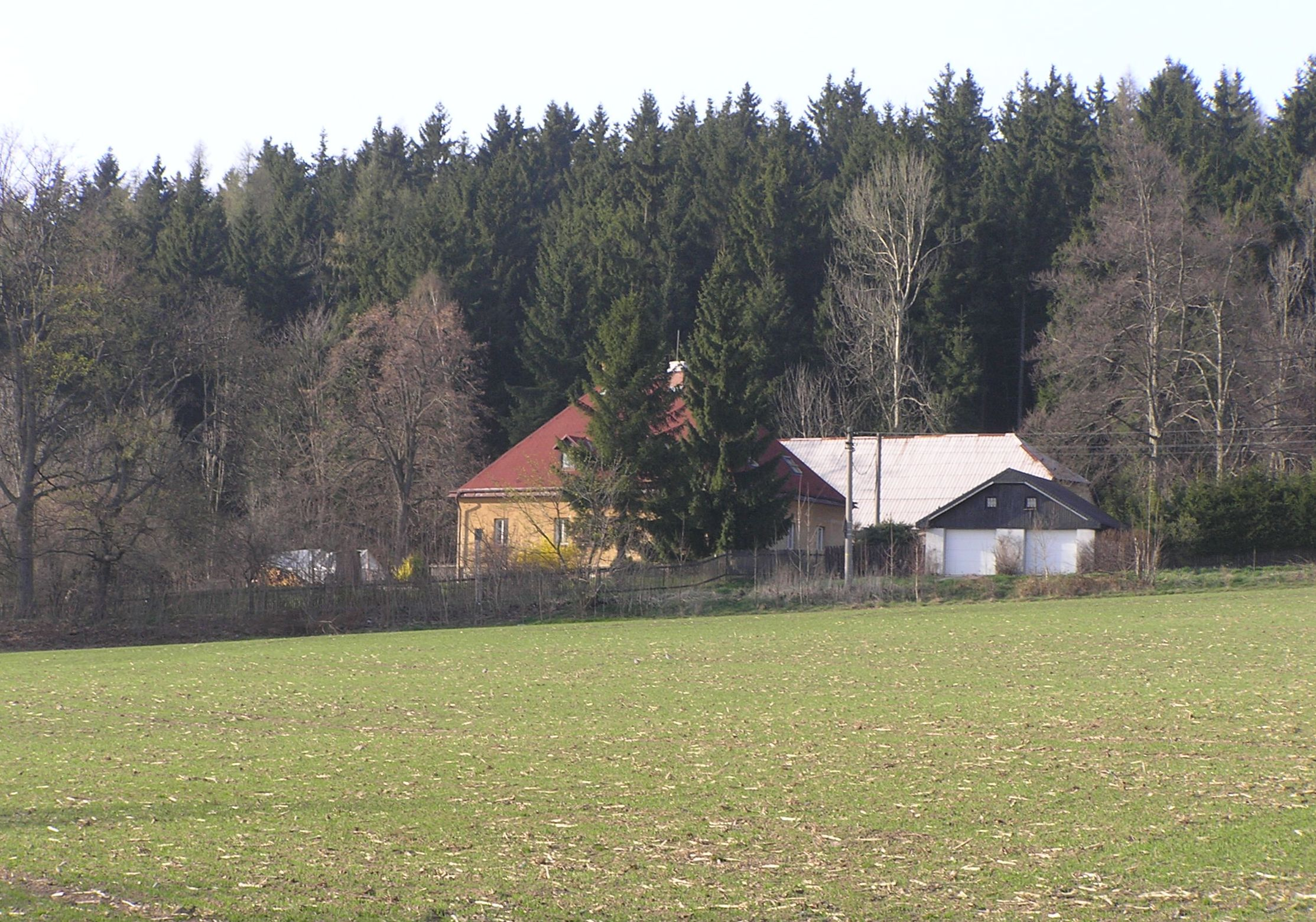
Hájovna v Dolní Dobré Vodě, nejstarší část vesnice

Přesná doba vzniku Dolní Dobré Vody není známá. Na mapě prvního vojenského mapování, z let 1764 – 1768 ještě vesnice není. Je zde zakreslena pouze hájovna, která dodnes stojí na okraji lesa pokrývajícího Hradešín, ale která patří do katastrálního území obce Rádlo.
Na indikační skice stabilního katastru z roku 1843 již můžeme napočítat 17 domů, postavených především při polní cestě do Vrkoslavic. Osada však nemá samostatný název a je označena jménem vedlejší obce Kokonín (Kukan).
Někdy od poloviny 18. století se datují snahy využít pro lázeňské účely pramen, který vyvěral blízko vrcholu Hradešína na jeho severní straně. Na katastrální mapě Rádla z roku 1843  jsou lázně zakresleny a označeny jako Badehaus. Osada u lázní rovněž nemá samostatný název, ale je opět označena jako část obce Kokonín (Kukaner Gränze). Pro lázně se však začal užívat název Gutbrunn (Dobrá Studnice), jak o tom svědčí mapa druhého vojenského mapování
Pojmenování Gutbrunn pak postupně začali používat lidé z okolních obcí jak pro osadu na vrcholu při prameni, tak pro osadu ležící na úpatí Hradešína a oddělenou od první hustým lesem. Na tzv. speciální mapě 1:75 000, (27. vydání s českým názvoslovím a zeleným přítiskem lesů), která vychází z třetího vojenského mapování, má dnešní Dolní Dobrá Voda název Dobrá Studnice. Kolem roku 1900 měla osada již 19 domů.

## Současnost
Dolní Dobrá Voda je od roku 1960 součástí (ZSJ) města Rychnov u Jablonce nad Nisou. Vesnice se rozkládá podél silnice III/2878, která odbočuje východním směrem ze silnice I/65 a přes Dolní Dobrou Vodu stoupá několika serpentinami na Dobrou Vodu, a Vrkoslavice. Přestože osada nemá přímé autobusové spojení, vzhledem ke krátké dojezdové vzdálenosti do okresního města Jablonec nad Nisou se staví v Dolní Dobré Vodě nové domy a roste počet obyvatel. Zatímco v roce 1991 zde žilo 35 obyvatel, v roce 2011 je ve vesnici již 99 stálých obyvatel.
Osada je zásobována vodovodem z Kokonína. Vodovod je v majetku Severočeské vodárenské společnosti (SVS) a.s., provozovatelem jsou Severočeské vodovody a kanalizace (SČVK) a.s. Zdroj pitné vody v obci s vydatností 0,1 l/sec i vodojem jsou v současné době odstaveny a nepoužívají se.
Na jižním okraji Dolní Dobré vody je druhé zastavení Naučné stezky manželů Scheybalových se zajímavým příběhem z doby stanovování katastrálních hranic jednotlivých obcí.